# Bergerie nationale de Rambouillet

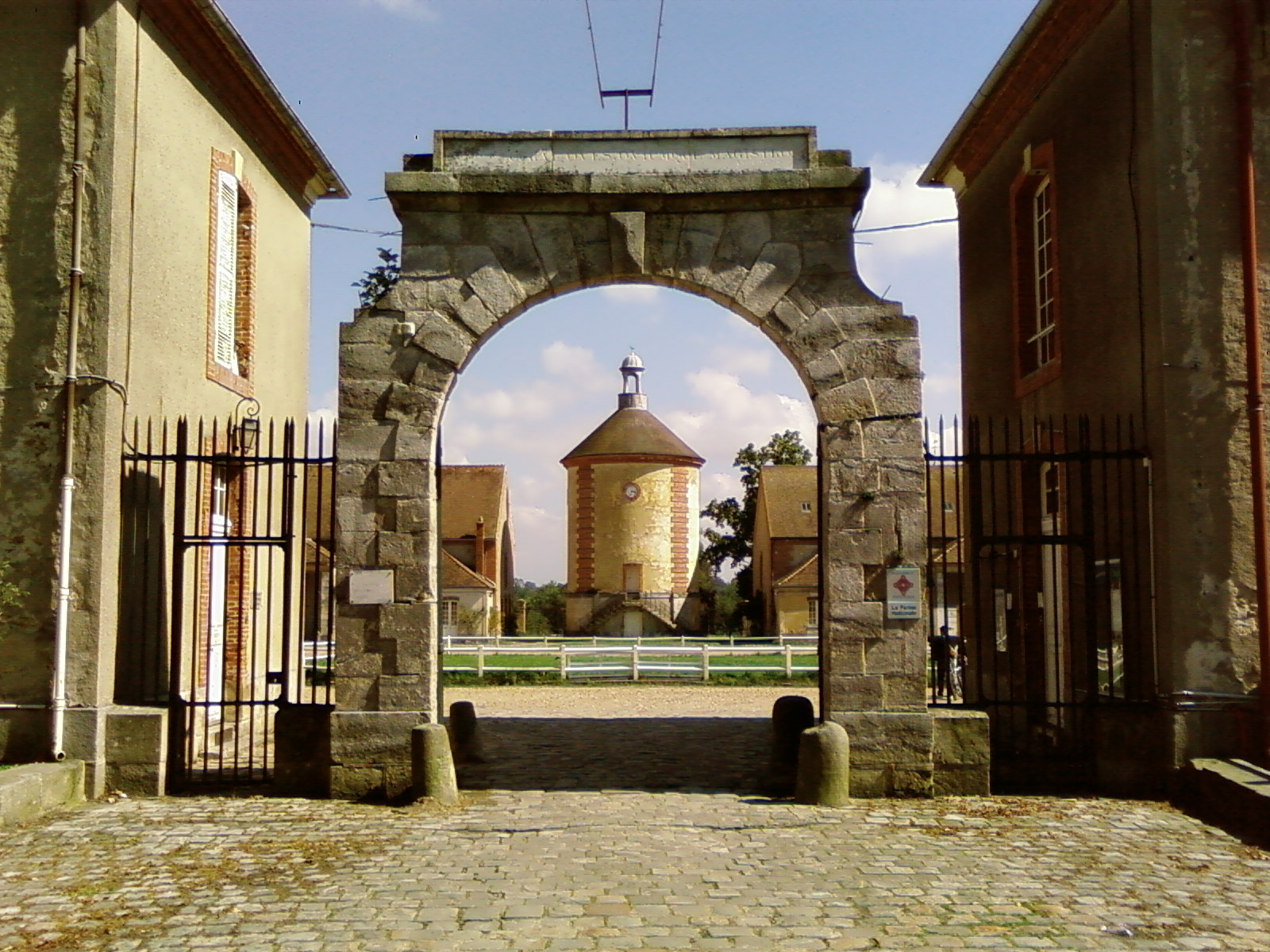
Portail d'entrée de la Bergerie nationale de Rambouillet.

La Bergerie nationale de Rambouillet a été créée en 1786 par Louis XVI, date de l'arrivée du troupeaux de moutons espagnols, il s'agit d'un mélange issu de différents troupeaux, qui deviendra au cours du XIXe siècle, une race unique : le mérinos de Rambouillet et des premières constructions et bâtiments.  
Les bergeries les plus anciennes subsistant datent de Louis XVI, Napoléon Ier et de Napoléon III.

## Histoire et description

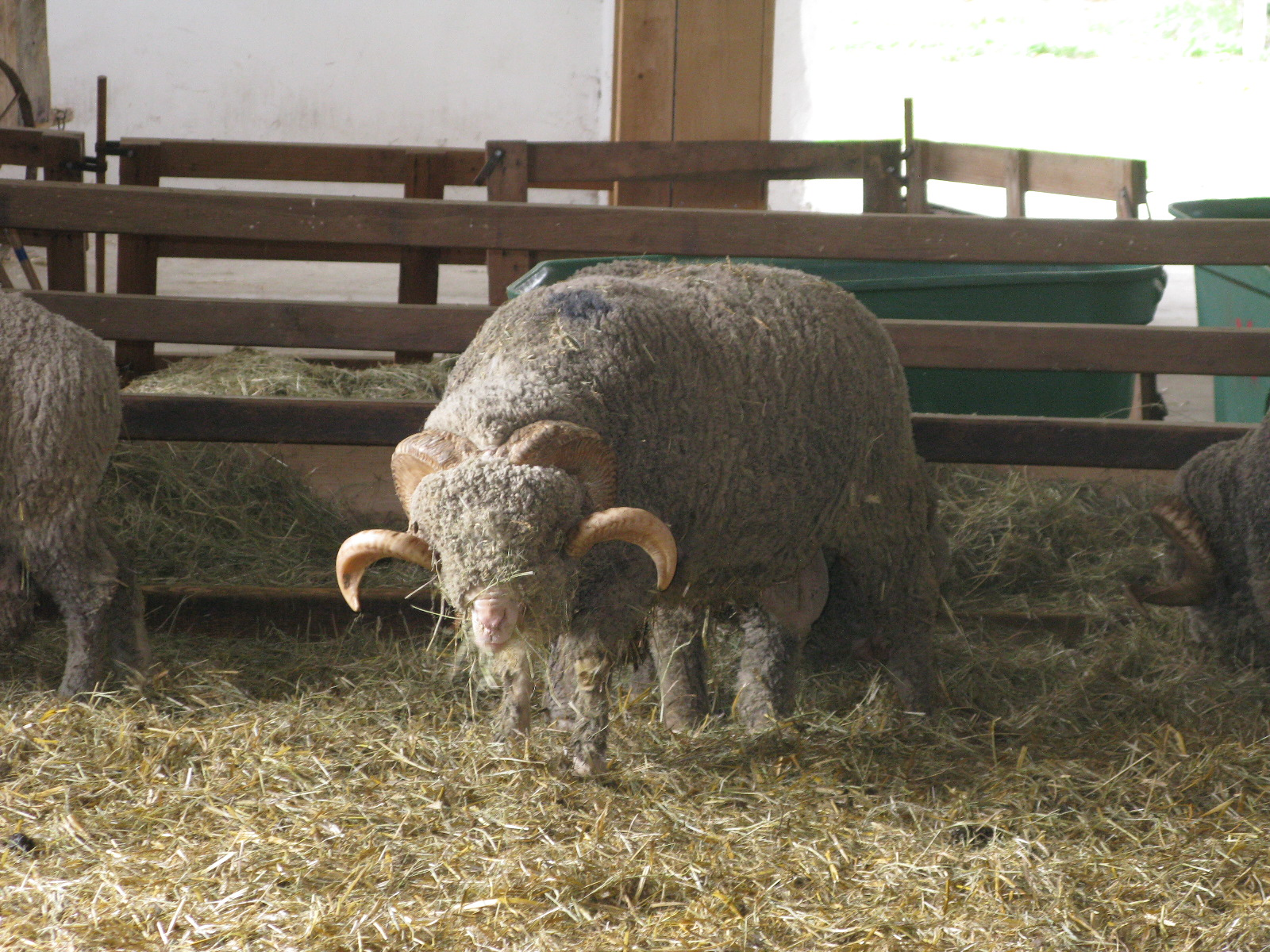
Mérinos de Rambouillet.

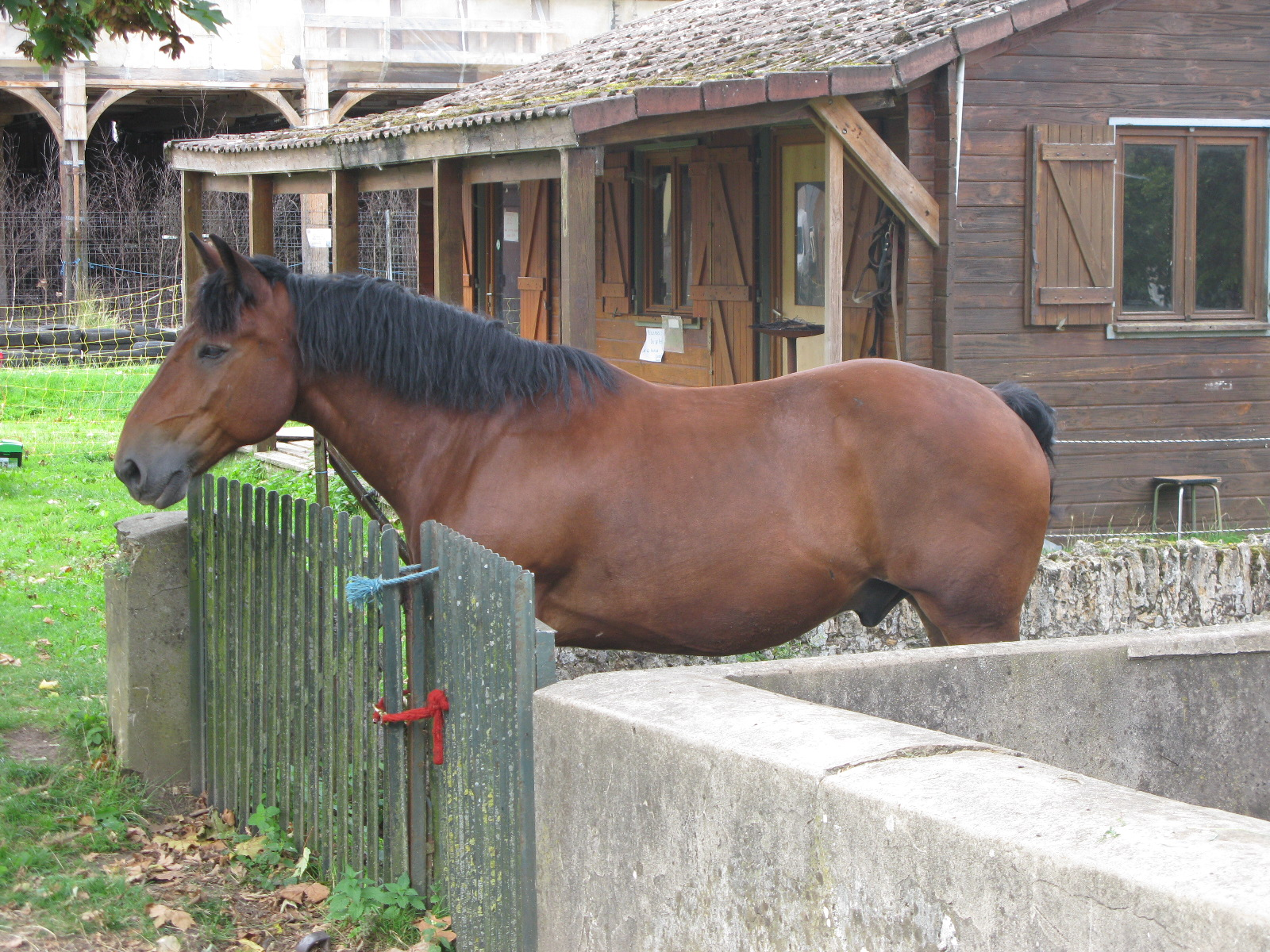
Cheval de trait rambolitain.

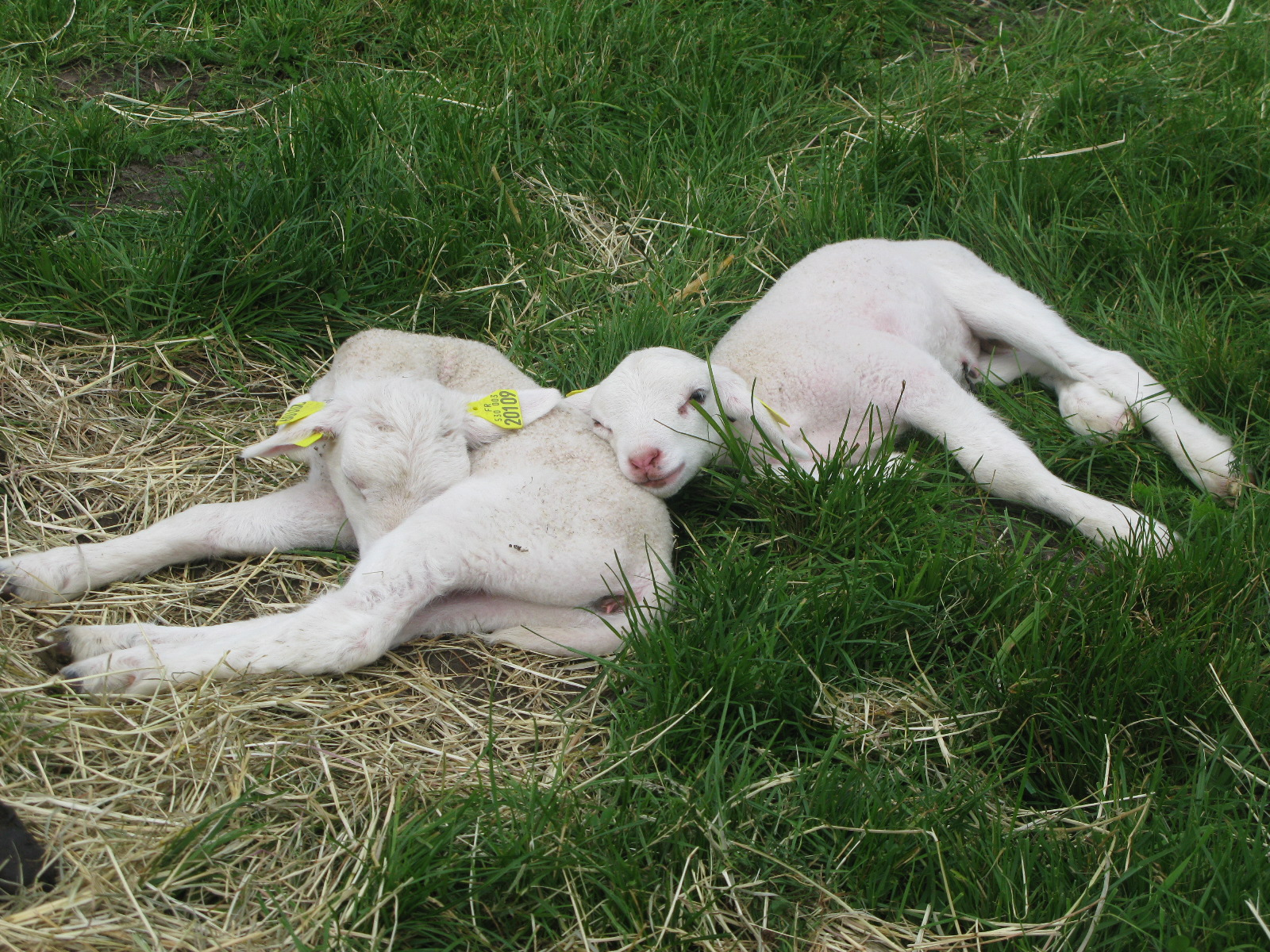
Agneaux de race Romane.

Dans son ouvrage intitulé Voyage en France, série 47 (Yveline et Mantois), publié en 1907, Victor-Eugène Ardouin-Dumazet a écrit : 
« À la fin du XVIIIe siècle, quand se dessina le mouvement agronomique dont tant de grands seigneurs étaient les apôtres, on songea aux moutons espagnols, ou mérinos à toison longue et fine. Longtemps, nos voisins avaient jalousement gardé cette race ; mais Louis XVI, parent rapproché du roi d'Espagne, puisque ce dernier était, comme lui, petit-fils de Louis XIV, obtint de pouvoir acquérir dans les bergeries, ou caravagnes, un troupeau d'animaux de choix. En 1786, on pouvait réunir près de Ségovie, 334 brebis, 42 béliers et 7 moutons conducteurs recueillis dans le royaume de Léon. Des bergers espagnols se mirent en route pour amener le troupeau à Rambouillet. Malgré la longueur du trajet, on ne perdit que 16 brebis et 2 béliers. Ce fut le point de départ du troupeau national.
 »
La Bergerie nationale est depuis 1926 une école de bergers puis, en 1939, le siège de l'École nationale d'élevage ovin. Elle est située dans le parc du château de Rambouillet.
Durant la bataille de France de 1940, le directeur met à l'abri le troupeau comptant des espèces très rares de moutons dont il ne reste que quelques spécimens (mérinos, noirs, frisés, béliers de divers races et à cornes particulières). En accord avec son personnel, il prend la décision de partir ; ils marcheront hors des routes dans les champs pour éviter des attaques aériennes et le pillage. Ils passent les ponts de la Loire et arrivent dans les Pyrénées où le troupeau est réparti chez des fermiers pour éviter les réquisitions le temps de l'Occupation. 
Elle comprend également une ferme expérimentale assurant le rôle d'un conservatoire génétique pour le mérinos de Rambouillet, un ovin dont elle maintient l'unique troupeau existant en France. Elle comporte également un troupeau de moutons Romane, issus d'un croisement entre les races Romanov et Berrichon du Cher, et destinés à la production de viande. 

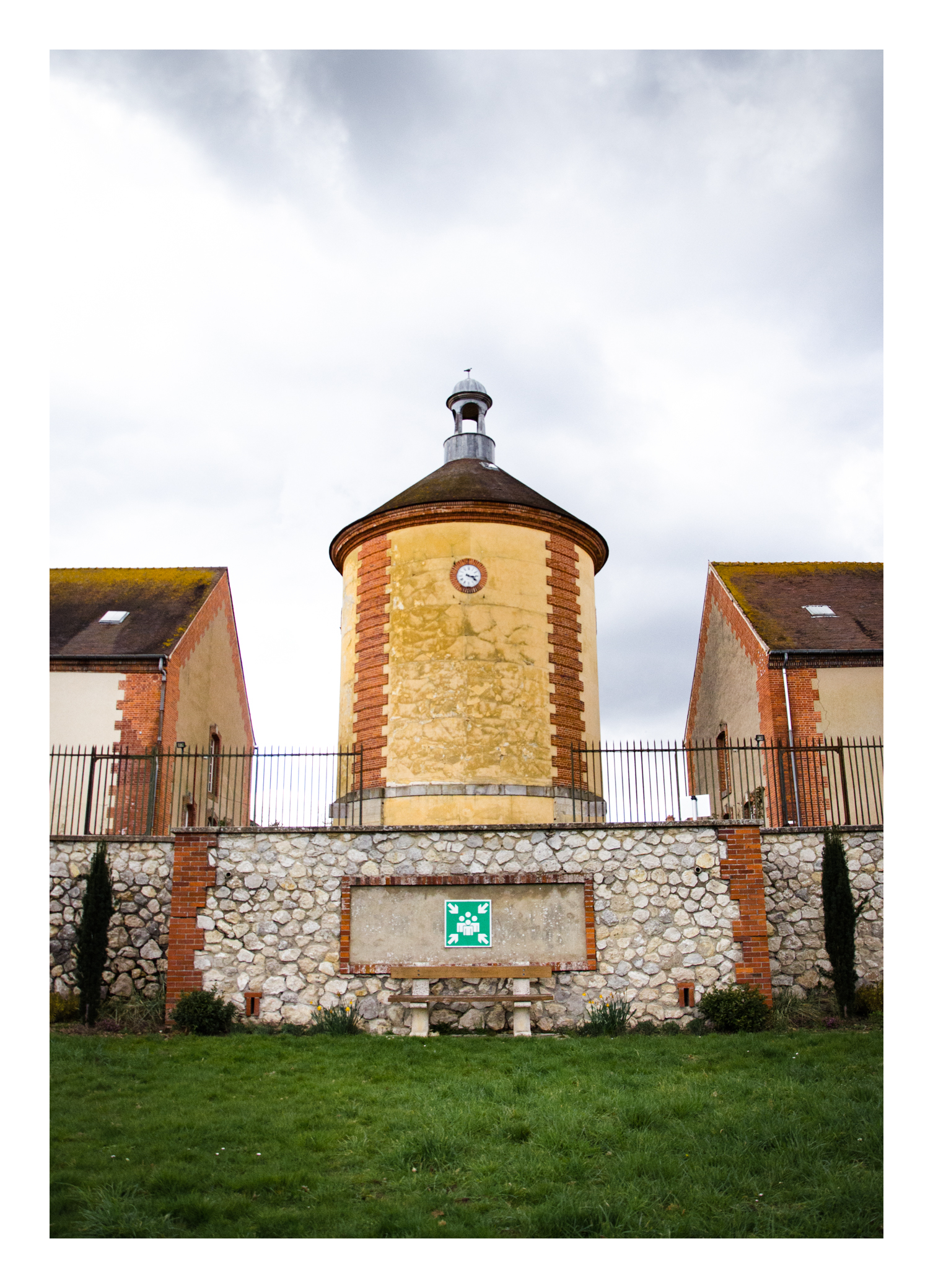
Pigeonnier de la Bergerie nationale (2019).

De plus, elle comporte un troupeau de 55 vaches laitières, des chevaux de trait, une basse-cour pédagogique, des chèvres. Un circuit de visite permet d'approcher tous ces animaux et des manifestations sont organisées tout au long de l'année.
Elle accueille et éduque à l’environnement agricole 100 000 visiteurs par an dont 30 000 scolaires qui viennent suivre des thématiques sur le lait, la laine, l'œuf, l'eau, le jardin, les cinq sens, etc.

## Enseignement et formation
La Bergerie nationale est également un pôle de formation. Celui-ci est composé de plusieurs centres :
- Le centre de formation d’apprentis (CFA)[7] propose des formations par la voie de l'apprentissage ; il forme  aux métiers du cheval[8], de l'agriculture[9], de la santé animale[10] et de l'agro-alimentaire[11] sur :
  - Métiers du cheval : travaux de la production animale, orientation activités équestres (BPA) ;  conduite et gestion des entreprises hippiques (Bac pro CGEH) ; éducation et travail des jeunes équidés (certificat de spécialisation) ;
  - Agroalimentaire : sciences et technologies des aliments (BTSA STA) ;  conception et production dans les industries agroalimentaires (licence professionnelle) ;
  - Agriculture : analyse et conduite des systèmes d'exploitation (BTSA ASCE) ;
  - Santé animale : auxiliaires spécialisés vétérinaire (ASV) ; certificat de qualification professionnelle (AVQ).

- Le centre de formation professionnelle et de promotion agricole (CFPPA)[12] assure les missions de formation professionnelle continue sur :
  - les métiers du cheval : CAPA soigneurs d'équidés ; Formation pré-qualifiante : aide soigneur d'équidés ; BPJEPS équitation spécialité équestre, mention équitation ; BPJEPS équitation cavaliers professionnels ; BPJEPS équitation, équitation modulaire ; DE JEPS équitation, spécialité perfectionnement sportifs mention « dressage », CSO, CCE.
  - le certificat d'aptitude professionnelle pour le transport d'animaux vivants (CAPTAV).

Le CFA et le CFPPA sont des établissements publics dépendant du ministère de l’Agriculture.